# Bircza (plaats)
Bircza is een plaats in het Poolse district  Przemyski, woiwodschap Subkarpaten. De plaats maakt deel uit van de gemeente Bircza en telt 1000 inwoners.